# Randia mayana
Randia mayana är en måreväxtart som beskrevs av Cyrus Longworth Lundell. Randia mayana ingår i släktet Randia och familjen måreväxter. Inga underarter finns listade i Catalogue of Life.